# Opération Cycle

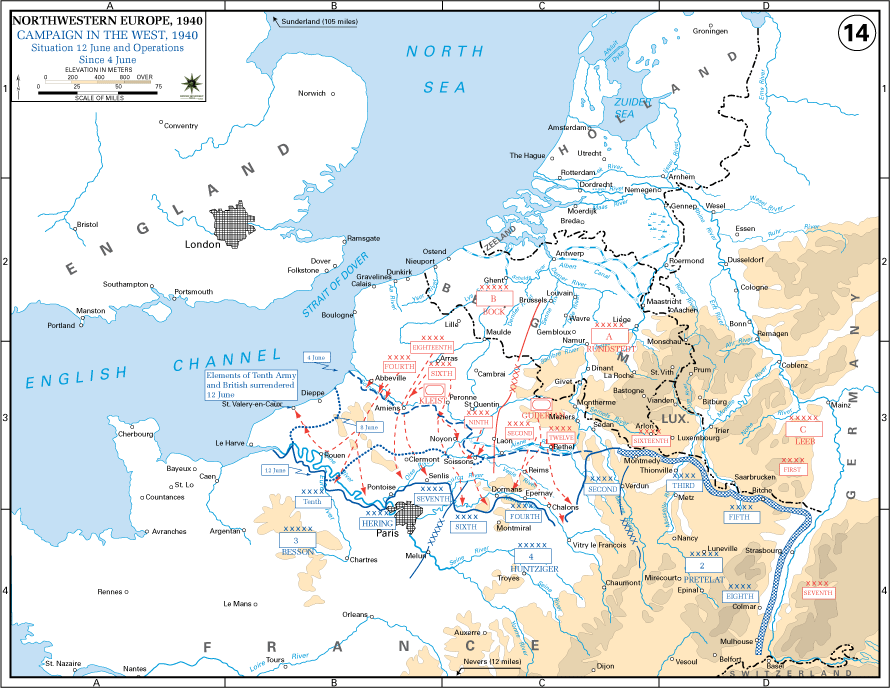
Carte des opérations de la bataille de France du 4 au 12 juin 1940.

Au cours de la Seconde Guerre mondiale, l'opération Cycle est le nom de code de l'évacuation des troupes alliées depuis Le Havre, en France, à la fin de la bataille de France. Du 10 au 13 juin 1940, 11 059 soldats britanniques et des forces alliées sont évacués.

## Historique
Comme la ligne de la Somme avait été brisée, la 1er division blindée britannique et la 51e division d'infanterie (Highland), ainsi que des unités françaises ont tenté de se replier vers la côte. Une partie de ces groupes, et malgré la perte du navire HMS Bruges, a été évacués par les destroyers britanniques et d'autres embarcations.
Dans le cadre de l'opération Cycle, une tentative pour sauver les hommes se trouvant le long d'une ligne allant de Saint-Valery-en-Caux à Veules a été réalisée les 10-11 juin. Elle n'a que partiellement réussi, car un épais brouillard a entravé les opérations. 2 137 Britanniques et 1 184 soldats français ont embarqué, mais le reste, dont plus de 6 000 hommes de la division des Highlands, a été capturé. 
L'opération Cycle a été précédée par la célèbre opération Dynamo, qui a permis le sauvetage de 338 226 soldats britanniques et français de Dunkerque du 26 mai au 4 juin, et suivie par l'opération Ariel, dans laquelle plus de 215 000 soldats embarquèrent de Cherbourg, Saint-Malo et d'autres ports entre le 14 et 25 juin.